# Јормунганд
У нордијској митологији, Јормунганд (старонордијски: Jǫrmungandr) или Мидгардсорм (старонордијски: Miðgarðsormr) је била монструозна морска змија, потомак Локија и Ангрбоде. Один је бацио змију у море око Мидгарда када је била мала, али је она нарасла толико да је могла да је обавије земљу и уједе се за реп. Током Рагнарока, Тор би коначно убио змију, али би се утопио у њеном отрову.